# Plebejus vigensis
Plebejus vigensis är en fjärilsart som beskrevs av Tutt 1908/9. Plebejus vigensis ingår i släktet Plebejus och familjen juvelvingar. Inga underarter finns listade i Catalogue of Life.